# Circoscrizione Liguria (Camera dei deputati)
La circoscrizione Liguria è una circoscrizione elettorale italiana per l'elezione della Camera dei deputati.

## Storia e territorio
La circoscrizione venne istituita dalla legge Mattarella (legge 4 agosto 1993, n. 277) e sostituiva la precedente circoscrizione Genova-Imperia-La Spezia-Savona (o collegio di Genova) in vigore per tutte le elezioni politiche in Italia dal 1948 al 1992. Fu confermata nelle successive legge Calderoli (legge 21 dicembre 2005, n. 270) e legge Rosato (legge 3 novembre 2017, n. 165).
Il territorio della circoscrizione coincide all'intera regione Liguria.

## Dal 1993 al 2005
Con la legge Mattarella alla circoscrizione spettavano 19 seggi, di cui 14 eletti con collegi uninominali a turno unico e 5 eletti con sistema proporzionale.
L'attribuzione dei primi 14 seggi avveniva in base a un sistema maggioritario a turno unico plurality: veniva eletto parlamentare il candidato che avesse riportato la maggioranza relativa dei suffragi nel collegio. I rimanenti 5 seggi erano invece assegnati con un metodo proporzionale. Pertanto l'elettore godeva di una scheda elettorale separata per l'attribuzione dei seggi residui, a cui accedevano solo i partiti che avessero superato la soglia di sbarramento nazionale del 4%. Il calcolo dei seggi spettanti a ciascuna lista veniva effettuata nel collegio unico nazionale mediante il metodo Hare dei quozienti naturali e dei più alti resti; tali seggi venivano poi ripartiti, in ragione delle percentuali delle singole liste a livello locale, fra le 26 circoscrizioni plurinominali in cui era suddiviso il territorio nazionale, e all'interno delle quali i singoli candidati - che potevano corrispondere a quelli presentatisi nei collegi uninominali - venivano proposti in un sistema di liste bloccate senza possibilità di preferenze. Il meccanismo era però integrato dal metodo dello scorporo, volto a dar compensazione ai partiti minori fortemente danneggiati dall'uninominale: successivamente alla determinazione della soglia di sbarramento, ma antecedentemente al riparto dei seggi, alle singole liste venivano decurtati tanti voti quanti ne erano serviti a far eleggere i vincitori nell'uninominale - cioè i voti del secondo classificato più uno - i quali erano obbligati a collegarsi a una lista circoscrizionale.

### Collegi uninominali
| Mappa | Collegio                   | Province e comuni      |
| --- | -------------------------- | ---------------------- |
| | 1 - Sanremo                | Provincia di Imperia   |
| - Airole - Apricale - Bajardo - Bordighera - Camporosso - Castel Vittorio - Ceriana - Dolceacqua - Isolabona - Olivetta San Michele - Ospedaletti - Perinaldo - Pigna - Rocchetta Nervina - San Biagio della Cima - San Remo - Seborga - Soldano - Vallebona - Vallecrosia - Ventimiglia | 1 - Sanremo                |                        |
| | 2 - Imperia                | Provincia di Imperia   |
| - Aquila di Arroscia - Armo - Aurigo - Badalucco - Borghetto d'Arroscia - Borgomaro - Caravonica - Castellaro - Cervo - Cesio - Chiusanico - Chiusavecchia - Cipressa - Civezza - Cosio di Arroscia - Costarainera - Diano Arentino - Diano Castello - Diano Marina - Diano San Pietro - Dolcedo - Imperia - Lucinasco - Mendatica - Molini di Triora - Montalto Carpasio - Montegrosso Pian Latte - Pietrabruna - Pieve di Teco - Pompeiana - Pontedassio - Pornassio - Prelà - Ranzo - Rezzo - Riva Ligure - San Bartolomeo al Mare - San Lorenzo al Mare - Santo Stefano al Mare - Taggia - Terzorio - Triora - Vasia - Vessalico - Villa Faraldi | 2 - Imperia                |                        |
| Provincia di Savona | 2 - Imperia                |                        |
| - Alassio - Andora - Laigueglia - Stellanello - Testico | 2 - Imperia                |                        |
| | 3 - Albenga                | Provincia di Savona    |
| - Albenga - Altare - Arnasco - Balestrino - Bardineto - Bergeggi - Boissano - Borghetto Santo Spirito - Borgio Verezzi - Bormida - Calice Ligure - Calizzano - Carcare - Casanova Lerrone - Castelbianco - Castelvecchio di Rocca Barbena - Cengio - Ceriale - Cisano sul Neva - Cosseria - Erli - Finale Ligure - Garlenda - Giustenice - Loano - Magliolo - Mallare - Massimino - Millesimo - Murialdo - Nasino - Noli - Onzo - Orco Feglino - Ortovero - Osiglia - Pallare - Pietra Ligure - Plodio - Rialto - Roccavignale - Spotorno - Toirano - Tovo San Giacomo - Vendone - Vezzi Portio - Villanova d'Albenga - Zuccarello                   | 3 - Albenga                |                        |
| | 4 - Savona                 | Provincia di Savona    |
| - Albissola Marina - Albisola Superiore - Cairo Montenotte - Celle Ligure - Dego - Giusvalla - Mioglia - Piana Crixia - Pontinvrea - Quiliano - Sassello - Savona - Stella - Urbe - Vado Ligure | 4 - Savona                 |                        |
| | 5 - Genova - Varazze       | Provincia di Genova    |
| - Varazze - Parte di Genova - Arenzano - Campo Ligure - Cogoleto - Masone - Mele - Rossiglione - Tiglieto | 5 - Genova - Varazze       |                        |
| | 6 - Genova - Sestri        | Provincia di Genova    |
| - Parte di Genova | 6 - Genova - Sestri        |                        |
| | 7 - Genova - Campomorone   | Provincia di Genova    |
| - Parte di Genova - Campomorone - Ceranesi | 7 - Genova - Campomorone   |                        |
| | 8 - Genova - San Fruttuoso | Provincia di Genova    |
| - Parte di Genova | 8 - Genova - San Fruttuoso |                        |
| | 9 - Genova - Parenzo       | Provincia di Genova    |
| - Parte di Genova | 9 - Genova - Parenzo       |                        |
| | 10 - Genova - Nervi        | Provincia di Genova    |
| - Parte di Genova | 10 - Genova - Nervi        |                        |
| | 11 - Rapallo               | Provincia di Genova    |
| - Avegno - Bargagli - Bogliasco - Busalla - Camogli - Casella - Crocefieschi - Davagna - Fascia - Fontanigorda - Gorreto - Isola del Cantone - Mignanego - Montebruno - Montoggio - Pieve Ligure - Portofino - Propata - Rapallo - Recco - Ronco Scrivia - Rondanina - Rovegno - Sant'Olcese - Santa Margherita Ligure - Savignone - Serra Riccò - Sori - Torriglia - Uscio - Valbrevenna - Vobbia | 11 - Rapallo               |                        |
| | 12 - Chiavari              | Provincia di Genova    |
| - Borzonasca - Carasco - Casarza Ligure - Castiglione Chiavarese - Chiavari - Cicagna - Cogorno - Coreglia Ligure - Favale di Malvaro - Lavagna - Leivi - Lorsica - Lumarzo - Mezzanego - Moconesi - Moneglia - Ne - Neirone - Orero - Rezzoaglio - San Colombano Certenoli - Santo Stefano d'Aveto - Sestri Levante - Tribogna e Zoagli - Carro - Maissana - Varese Ligure | 12 - Chiavari              |                        |
| | 13 - Sarzana               | Provincia della Spezia |
| - Ameglia - Arcola - Beverino - Bolano - Bonassola - Borghetto di Vara - Brugnato - Calice al Cornoviglio - Carrodano - Castelnuovo Magra - Deiva Marina - Follo - Framura - Lerici - Levanto - Pignone - Ortonovo - Riccò del Golfo di Spezia - Rocchetta di Vara - Santo Stefano di Magra - Sarzana - Sesta Godano - Vezzano Ligure - Zignago | 13 - Sarzana               |                        |
| | 14 - La Spezia             | Provincia della Spezia |
| - La Spezia - Monterosso al Mare - Portovenere - Riomaggiore - Vernazza | 14 - La Spezia             |                        |

### XII legislatura

#### Risultati elettorali
| Coalizioni                   | Liste                              | Proporzionale | Proporzionale | Proporzionale | Maggioritario | Maggioritario | Maggioritario |
| Coalizioni                   | Liste                              | Voti          | %             | Seggi         | Voti          | %             | Seggi         |
| ---------------------------- | ---------------------------------- | ------------- | ------------- | ------------- | ------------- | ------------- | ------------- |
| Polo delle Libertà           | Forza Italia                       | 277.143       | 22,56         | 1             | 458.578       | 37,85         | 7             |
| Polo delle Libertà           | Lega Nord                          | 139.946       | 11,39         | 1             | 458.578       | 37,85         | 7             |
| Progressisti                 | Partito Democratico della Sinistra | 273.350       | 22,25         | 2             | 447.618       | 36,95         | 7             |
| Progressisti                 | Rifondazione Comunista             | 100.176       | 8,15          | -             | 447.618       | 36,95         | 7             |
| Progressisti                 | Federazione dei Verdi              | 32.554        | 2,65          | -             | 447.618       | 36,95         | 7             |
| Progressisti                 | Partito Socialista Italiano        | 21.317        | 1,73          | -             | 447.618       | 36,95         | 7             |
| Progressisti                 | Alleanza Democratica               | 17.465        | 1,42          | -             | 447.618       | 36,95         | 7             |
| Progressisti                 | La Rete                            | 11.865        | 0,97          | -             | 447.618       | 36,95         | 7             |
| Patto per l'Italia           | Partito Popolare Italiano          | 98.660        | 8,03          | 1             | 173.271       | 14,30         |               |
| Patto per l'Italia           | Patto Segni                        | 72.994        | 5,94          | -             | 173.271       | 14,30         |               |
| Alleanza Nazionale           | Alleanza Nazionale                 | 98.745        | 8,04          | 1             | 106.123       | 8,76          | -             |
| Lista Pannella - Riformatori | Lista Pannella - Riformatori       | 68.808        | 5,60          | -             | 24.790        | 2,05          | -             |
| Partito Pensionati           | Partito Pensionati                 | 15.671        | 1,28          | -             | N.D.          | N.D.          | N.D.          |
| Rinnovamento                 | Rinnovamento                       | N.D.          | N.D.          | N.D.          | 1.037         | 0,09          | -             |
| Totale                       | Totale                             | 1.228.694     |               | 6             | 1.211.417     |               | 14            |

#### Eletti

##### Parte proporzionale
| Forza Italia     | Partito Democratico della Sinistra | Lega Nord             | Alleanza Nazionale  | Partito Popolare Italiano |
| ---------------- | ---------------------------------- | --------------------- | ------------------- | ------------------------- |
|                  |                                    |                       |                     |                           |
| - Tiziana Maiolo | - Maura Camoirano - Piero Fassino  | - Cristoforo Canavese | - Francesco Marenco | - Lorenzo Acquarone       |

##### Parte maggioritaria
Eletti nel Polo delle Libertà (FI - LN)
     Eletti nei Progressisti (PDS - PRC - FdV - PSI - Rete - AD)
| Collegio             | Deputato | Deputato            | Partito  |
| -------------------- | -------- | ------------------- | -------- |
| Sanremo              |          | Sonia Viale         | LN       |
| Imperia              |          | Fede Latronico      | LN       |
| Albenga              |          | Enrico Nan          | FI       |
| Savona               |          | Michele Del Gaudio  | Rete     |
| Genova-Varazze       |          | Giuliano Boffardi   | PRC      |
| Genova-Sestri        |          | Roberto Di Rosa     | PDS      |
| Genova-Campomorone   |          | Lino De Benetti     | FdV      |
| Genova-San Fruttuoso |          | Sergio Castellaneta | LN       |
| Genova-Parenzo       |          | Giuseppe Pericu     | PSI      |
| Genova-Nervi         |          | Alfredo Biondi      | FI (UdC) |
| Rapallo              |          | Giuseppe Dallara    | LN       |
| Chiavari             |          | Maurizio Balocchi   | LN       |
| Sarzana              |          | Marida Bolognesi    | PRC      |
| La Spezia            |          | Giorgio Bogi        | AD       |

### XIII legislatura

#### Risultati elettorali
| Coalizioni            | Liste                              | Proporzionale | Proporzionale | Proporzionale | Maggioritario | Maggioritario | Maggioritario |
| Coalizioni            | Liste                              | Voti          | %             | Seggi         | Voti          | %             | Seggi         |
| --------------------- | ---------------------------------- | ------------- | ------------- | ------------- | ------------- | ------------- | ------------- |
| L'Ulivo               | Partito Democratico della Sinistra | 299.306       | 25,63         | 1             | 534.227       | 46,35         | 9             |
| L'Ulivo               | Rinnovamento Italiano              | 68.081        | 5,83          | -             | 534.227       | 46,35         | 9             |
| L'Ulivo               | Popolari per Prodi                 | 62.129        | 5,32          | -             | 534.227       | 46,35         | 9             |
| L'Ulivo               | Federazione dei Verdi              | 28.862        | 2,47          | -             | 534.227       | 46,35         | 9             |
| Polo per le Libertà   | Forza Italia                       | 224.907       | 19,26         | 1             | 439.476       | 38,13         | 4             |
| Polo per le Libertà   | Alleanza Nazionale                 | 159.214       | 13,63         | 1             | 439.476       | 38,13         | 4             |
| Polo per le Libertà   | CCD-CDU                            | 48.234        | 4,13          | -             | 439.476       | 38,13         | 4             |
| Progressisti          | Rifondazione Comunista             | 119.699       | 10,25         | 1             | 41.074        | 3,56          | 1             |
| Lega Nord             | Lega Nord                          | 119.171       | 10,20         | 1             | 136.863       | 11,87         | -             |
| Lista Pannella-Sgarbi | Lista Pannella-Sgarbi              | 31.309        | 2,68          | -             | N.D.          | N.D.          | N.D.          |
| Partito Socialista    | Partito Socialista                 | 7.033         | 0,60          | -             | N.D.          | N.D.          | N.D.          |
| Alpi Azzurre          | Alpi Azzurre                       | N.D.          | N.D.          | N.D.          | 999           | 0,09          | -             |
| Totale                | Totale                             | 1.167.945     |               | 5             | 1.152.639     |               | 14            |

#### Eletti

##### Parte proporzionale
| Partito Democratico della Sinistra | Forza Italia        | Alleanza Nazionale | Rifondazione Comunista | Lega Nord           |
| ---------------------------------- | ------------------- | ------------------ | ---------------------- | ------------------- |
|                                    |                     |                    |                        |                     |
| - Marida Bolognesi                 | - Alberto Gagliardi | - Paolo Armaroli   | - Lucio Manisco        | - Giacomo Chiappori |

##### Parte maggioritaria
Eletti nell'Ulivo (DS - P-S-P-U-P - RI - FdV)
     Eletti nel Polo per le Libertà (FI - AN - CCD-CDU)
     Eletti nei Progressisti (PRC)
| Collegio             | Deputato | Deputato           | Partito  |
| -------------------- | -------- | ------------------ | -------- |
| Sanremo              |          | Giorgio Rebuffa    | FI       |
| Imperia              |          | Claudio Scajola    | FI       |
| Albenga              |          | Enrico Nan         | FI       |
| Savona               |          | Maura Camoirano    | PDS      |
| Genova-Varazze       |          | Lorenzo Acquarone  | PPI      |
| Genova-Sestri        |          | Roberto Di Rosa    | PDS      |
| Genova-Campomorone   |          | Lino De Benetti    | FdV      |
| Genova-San Fruttuoso |          | Giovanni Marongiu  | RI       |
| Genova-Parenzo       |          | Claudio Burlando   | PDS      |
| Genova-Nervi         |          | Alfredo Biondi     | FI (UdC) |
| Rapallo              |          | Grazia Labate      | PDS      |
| Chiavari             |          | Alessandro Repetto | PPI      |
| Sarzana              |          | Nerio Nesi         | PRC      |
| La Spezia            |          | Giorgio Bogi       | PDS (SR) |

### XIV legislatura

#### Risultati elettorali
| Coalizioni             | Liste                   | Proporzionale | Proporzionale | Proporzionale | Maggioritario | Maggioritario | Maggioritario |
| Coalizioni             | Liste                   | Voti          | %             | Seggi         | Voti          | %             | Seggi         |
| ---------------------- | ----------------------- | ------------- | ------------- | ------------- | ------------- | ------------- | ------------- |
| Casa delle Libertà     | Forza Italia            | 323.912       | 29,28         | 2             | 483.830       | 43,91         | 5             |
| Casa delle Libertà     | Alleanza Nazionale      | 103.224       | 9,33          | -             | 483.830       | 43,91         | 5             |
| Casa delle Libertà     | Lega Nord               | 43.276        | 3,91          | -             | 483.830       | 43,91         | 5             |
| Casa delle Libertà     | CCD-CDU                 | 23.477        | 2,12          | -             | 483.830       | 43,91         | 5             |
| Casa delle Libertà     | Nuovo PSI               | 8.969         | 0,81          | -             | 483.830       | 43,91         | 5             |
| L'Ulivo                | Democratici di Sinistra | 264.270       | 23,89         | 2             | 556.910       | 50,54         | 9             |
| L'Ulivo                | La Margherita           | 132.309       | 11,96         | 1             | 556.910       | 50,54         | 9             |
| L'Ulivo                | Comunisti Italiani      | 26.293        | 2,38          | -             | 556.910       | 50,54         | 9             |
| L'Ulivo                | Il Girasole             | 22.101        | 2,00          | -             | 556.910       | 50,54         | 9             |
| Rifondazione Comunista | Rifondazione Comunista  | 65.499        | 5,92          | 1             | N.D.          | N.D.          | N.D.          |
| Italia dei Valori      | Italia dei Valori       | 39.922        | 3,61          | -             | 36.123        | 3,28          | -             |
| Lista Emma Bonino      | Lista Emma Bonino       | 30.804        | 2,78          | -             | 9.803         | 0,89          | -             |
| Democrazia Europea     | Democrazia Europea      | 20.130        | 1,82          | -             | 15.249        | 1,38          | -             |
| Paese Nuovo            | Paese Nuovo             | 1.364         | 0,12          | -             | N.D.          | N.D.          | N.D.          |
| Abolizione Scorporo    | Abolizione Scorporo     | 773           | 0,07          | -             | N.D.          | N.D.          | N.D.          |
| Totale                 | Totale                  | 1.106.323     |               | 6             | 1.101.915     |               | 14            |

#### Eletti

##### Parte proporzionale
| Forza Italia                  | Democratici di Sinistra            | La Margherita  | Rifondazione Comunista |
| ----------------------------- | ---------------------------------- | -------------- | ---------------------- |
|                               |                                    |                |                        |
| - Eolo Parodi - Non assegnato | - Claudio Burlando - Grazia Labate | - Egidio Banti | - Graziella Mascia     |

##### Parte maggioritaria
Eletti nella Casa delle Libertà (FI - AN - LN - CCD-CDU)
     Eletti nell'Ulivo (DS - DL - Girasole - PdCI)
| Collegio             | Deputato | Deputato            | Partito  |
| -------------------- | -------- | ------------------- | -------- |
| Sanremo              |          | Giorgio Bornacin    | AN       |
| Imperia              |          | Claudio Scajola     | FI       |
| Albenga              |          | Enrico Nan          | FI       |
| Savona               |          | Massimo Zunino      | DS       |
| Genova-Varazze       |          | Lorenzo Acquarone   | DL (PPI) |
| Genova-Sestri        |          | Ugo Intini          | SDI      |
| Genova-Campomorone   |          | Roberta Pinotti     | DS       |
| Genova-San Fruttuoso |          | Carlo Rognoni       | DS       |
| Genova-Parenzo       |          | Graziano Mazzarello | DS       |
| Genova-Nervi         |          | Gianfranco Cozzi    | CCD      |
| Genova-Nervi         |          | Stefano Zara        | DL       |
| Rapallo              |          | Angelo Bottino      | DL       |
| Chiavari             |          | Gabriella Mondello  | FI       |
| Sarzana              |          | Nerio Nesi          | PdCI     |
| La Spezia            |          | Giorgio Bogi        | DS       |

1. ↑  In seguito ad elezioni suppletive.

## Dal 2005 al 2017
Con la legge elettorale Calderoli, alla circoscrizione Liguria spettano 16 seggi eletti con sistema proporzionale.
Nel 2006 e nel 2008 la circoscrizione ha eletto 17 deputati ma a seguito del censimento del 2011 la circoscrizione ha perso 1 rappresentante arrivando ad eleggere 16 deputati dal 2013.
Il sistema di assegnazione dei seggi avviene a seguito della attribuzione, nel collegio elettorale unico (escluso quindi la circoscrizione "estero"), di un premio di maggioranza di 340 seggi alla coalizione vincente a livello nazionale (con soglie di sbarramento, limitazioni ecc.) e alla successiva suddivisione dei seggi guadagnati da ogni lista fra le varie circoscrizioni, in proporzione ai voti ottenuti da ogni lista locale.
Nel compiere tale riparto, essendo fisso e immutabile il numero totale di seggi assegnati a ogni lista, può verificarsi la necessità di variare il numero di seggi originariamente attribuiti alle singole circoscrizioni elettorali.

### XV legislatura

#### Risultati elettorali
|                               | L'Ulivo                                           | 379 078   | 34,80 | 7  |  |  |  |  |  |
|                               | Partito della Rifondazione Comunista              | 73 844    | 6,78  | 2  |  |  |  |  |  |
|                               | Partito dei Comunisti Italiani                    | 33 141    | 3,04  | 1  |  |  |  |  |  |
|                               | Rosa nel Pugno                                    | 28 673    | 2,63  | –  |  |  |  |  |  |
|                               | Italia dei Valori                                 | 25 050    | 2,30  | –  |  |  |  |  |  |
|                               | Federazione dei Verdi                             | 22 211    | 2,04  | –  |  |  |  |  |  |
|                               | Partito Pensionati                                | 16 848    | 1,55  | –  |  |  |  |  |  |
|                               | Popolari UDEUR                                    | 5 345     | 0,49  | –  |  |  |  |  |  |
|                               | Totale coalizione                                 | 584 190   | 53,63 | 10 |  |  |  |  |  |
|                               | Forza Italia                                      | 256 023   | 23,51 | 4  |  |  |  |  |  |
|                               | Alleanza Nazionale                                | 123 886   | 11,37 | 2  |  |  |  |  |  |
|                               | Unione dei Democratici Cristiani e di Centro      | 65 737    | 6,04  | 1  |  |  |  |  |  |
|                               | Lega Nord – MPA                                   | 40 350    | 3,70  | –  |  |  |  |  |  |
|                               | Alternativa Sociale                               | 6 395     | 0,59  | –  |  |  |  |  |  |
|                               | Democrazia Cristiana per le Autonomie – Nuovo PSI | 5 304     | 0,49  | –  |  |  |  |  |  |
|                               | Fiamma Tricolore                                  | 5 182     | 0,48  | –  |  |  |  |  |  |
|                               | No Euro                                           | 2 145     | 0,20  | –  |  |  |  |  |  |
|                               | Totale coalizione                                 | 505 022   | 46,37 | 7  |  |  |  |  |  |
| Totale                        | Totale                                            | 1 089 212 | 100   | 17 |  |  |  |  |  |
|                               |                                                   |           |       |    |  |  |  |  |  |
| Voti non validi               | Voti non validi                                   | 25 705    | 2,31  |    |  |  |  |  |  |
| Votanti                       | Votanti                                           | 1 114 917 | 83,45 |    |  |  |  |  |  |
| Elettori                      | Elettori                                          | 1 335 980 |       |    |  |  |  |  |  |
|                               |                                                   |           |       |    |  |  |  |  |  |
| Fonte: Ministero dell'interno |                                                   |           |       |    |  |  |  |  |  |

#### Eletti
| L'Ulivo | Partito della Rifondazione Comunista                      | Partito dei Comunisti Italiani                                |
| --- | --------------------------------------------------------- | ------------------------------------------------------------- |
| |                                                           |                                                               |
| - Fabio Mussi - → Ermete Realacci - Roberta Pinotti - Italo Tanoni - Andrea Orlando - Massimo Zunino - Romolo Benvenuto - Aleandro Longhi | - → Fausto Bertinotti - Ramon Mantovani - Sergio Olivieri | - → Oliviero Diliberto - → Katia Bellillo - Iacopo Venier     |
| Forza Italia | Alleanza Nazionale                                        | Unione dei Democratici Cristiani e di Centro                  |
| |                                                           |                                                               |
| - → Silvio Berlusconi - Claudio Scajola - Enrico Nan - Gabriele Boscetto - Gabriella Mondello                                             | - → Gianfranco Fini - Ignazio La Russa - Eugenio Minasso  | - → Pier Ferdinando Casini - → Lorenzo Cesa - Vittorio Adolfo |

1. ↑  Opta per la circoscrizione Toscana
2. ↑  Opta per la circoscrizione Piemonte 1
3. ↑  Opta per la circoscrizione Sicilia 1
4. ↑  Opta per la circoscrizione Piemonte 1
5. ↑  Opta per la circoscrizione Campania 1
6. ↑  Opta per la circoscrizione Emilia-Romagna
7. ↑  Opta per la circoscrizione Lombardia 1
8. ↑  Opta per la circoscrizione Lombardia 2

### XVI legislatura

#### Risultati elettorali
|                               | Il Popolo della Libertà               | 367 374   | 36,74 | 7  |  |  |  |  |  |
|                               | Lega Nord                             | 68 337    | 6,83  | 2  |  |  |  |  |  |
|                               | Totale coalizione                     | 435 711   | 43,58 | 9  |  |  |  |  |  |
|                               | Partito Democratico                   | 375 808   | 37,58 | 6  |  |  |  |  |  |
|                               | Italia dei Valori                     | 49 247    | 4,93  | 1  |  |  |  |  |  |
|                               | Totale coalizione                     | 425 055   | 42,51 | 7  |  |  |  |  |  |
|                               | Unione di Centro                      | 37 820    | 3,78  | 1  |  |  |  |  |  |
|                               | La Sinistra l'Arcobaleno              | 36 888    | 3,69  | –  |  |  |  |  |  |
|                               | La Destra - Fiamma Tricolore          | 26 889    | 2,69  | –  |  |  |  |  |  |
|                               | Partito Comunista dei Lavoratori      | 8 972     | 0,90  | –  |  |  |  |  |  |
|                               | Partito Socialista                    | 8 627     | 0,86  | –  |  |  |  |  |  |
|                               | Sinistra Critica                      | 5 851     | 0,59  | –  |  |  |  |  |  |
|                               | Associazione per la Difesa della Vita | 4 536     | 0,45  | –  |  |  |  |  |  |
|                               | Per il Bene Comune                    | 4 232     | 0,42  | –  |  |  |  |  |  |
|                               | Unione Democratica per i Consumatori  | 3 038     | 0,30  | –  |  |  |  |  |  |
|                               | Partito Liberale Italiano             | 2 270     | 0,23  | –  |  |  |  |  |  |
| Totale                        | Totale                                | 999 889   | 100   | 17 |  |  |  |  |  |
|                               |                                       |           |       |    |  |  |  |  |  |
| Voti non validi               | Voti non validi                       | 29 547    | 2,87  |    |  |  |  |  |  |
| Votanti                       | Votanti                               | 1 029 436 | 78,00 |    |  |  |  |  |  |
| Elettori                      | Elettori                              | 1 319 773 |       |    |  |  |  |  |  |
|                               |                                       |           |       |    |  |  |  |  |  |
| Fonte: Ministero dell'interno |                                       |           |       |    |  |  |  |  |  |

#### Eletti
| Il Popolo della Libertà | Partito Democratico                                                                                             | Unione di Centro         |
| --- | --- | ------------------------ |
| | |                          |
| - → Silvio Berlusconi - → Gianfranco Fini - Claudio Scajola - Fiamma Nirenstein - Sandro Biasotti - Gabriella Mondello - Eugenio Minasso - Michele Scandroglio - Roberto Cassinelli | - Giovanna Melandri - Andrea Orlando - Francesco Saverio Garofani - Mario Tullo - Massimo Zunino - Sabina Rossa | - Pier Ferdinando Casini |
| Lega Nord | Italia dei Valori                                                                                               |                          |
| | |                          |
| - → Umberto Bossi - Maurizio Balocchi - Guido Bonino | - → Antonio Di Pietro - Giovanni Paladini                                                                       |                          |

1. ↑  Opta per la circoscrizione Molise
2. ↑  Opta per la circoscrizione Emilia-Romagna
3. ↑  Opta per la circoscrizione Lombardia 1
4. ↑  Opta per la circoscrizione Molise

### XVII legislatura

#### Risultati elettorali
|                               | Movimento 5 Stelle               | 300 080   | 32,11 | 3  |  |  |  |  |  |
|                               | Partito Democratico              | 258 766   | 27,69 | 9  |  |  |  |  |  |
|                               | Sinistra Ecologia Libertà        | 29 386    | 3,14  | 1  |  |  |  |  |  |
|                               | Centro Democratico               | 2 353     | 0,25  | –  |  |  |  |  |  |
|                               | Totale coalizione                | 290 505   | 31,09 | 10 |  |  |  |  |  |
|                               | Il Popolo della Libertà          | 174 568   | 18,68 | 2  |  |  |  |  |  |
|                               | Lega Nord                        | 21 862    | 2,34  | –  |  |  |  |  |  |
|                               | Fratelli d'Italia                | 13 411    | 1,44  | –  |  |  |  |  |  |
|                               | La Destra                        | 5 346     | 0,57  | –  |  |  |  |  |  |
|                               | Totale coalizione                | 215 187   | 23,03 | 2  |  |  |  |  |  |
|                               | Scelta Civica                    | 78 409    | 8,39  | 1  |  |  |  |  |  |
|                               | Unione di Centro                 | 10 556    | 1,13  | –  |  |  |  |  |  |
|                               | Futuro e Libertà per l'Italia    | 3 619     | 0,39  | –  |  |  |  |  |  |
|                               | Totale coalizione                | 92 584    | 9,91  | 1  |  |  |  |  |  |
|                               | Rivoluzione Civile               | 19 509    | 2,09  | –  |  |  |  |  |  |
|                               | Fare per Fermare il Declino      | 10 501    | 1,12  | –  |  |  |  |  |  |
|                               | Partito Comunista dei Lavoratori | 6 046     | 0,65  | –  |  |  |  |  |  |
| Totale                        | Totale                           | 934 412   | 100   | 16 |  |  |  |  |  |
|                               |                                  |           |       |    |  |  |  |  |  |
| Voti non validi               | Voti non validi                  | 22 982    | 2,40  |    |  |  |  |  |  |
| Votanti                       | Votanti                          | 957 394   | 75,12 |    |  |  |  |  |  |
| Elettori                      | Elettori                         | 1 274 561 |       |    |  |  |  |  |  |
|                               |                                  |           |       |    |  |  |  |  |  |
| Fonte: Ministero dell'interno |                                  |           |       |    |  |  |  |  |  |

#### Eletti
| Partito Democratico | Movimento 5 Stelle                                  | Il Popolo della Libertà             |
| --- | --------------------------------------------------- | ----------------------------------- |
| |                                                     |                                     |
| - Andrea Orlando - Anna Giacobbe - Mario Tullo - Lorenzo Basso - Raffaella Mariani - Marco Meloni - Mara Carocci - Luca Pastorino - Franco Vazio | - Matteo Mantero - Sergio Battelli - Simone Valente | - Sandro Biasotti - Giorgio Lainati |
| Sinistra Ecologia Libertà | Scelta Civica                                       |                                     |
| |                                                     |                                     |
| - → Nichi Vendola - Stefano Quaranta | - Roberta Oliaro                                    |                                     |

1. ↑  Opta per la circoscrizione Puglia

## Dal 2017

### Collegi elettorali

#### Dal 2017 al 2020
Alla circoscrizione sono attribuiti 16 seggi: 6 sono assegnati mediante sistema maggioritario, in altrettanti collegi uninominali; 10 mediante sistema proporzionale, all'interno di due collegi plurinominali.
| Collegi plurinominali | Collegi plurinominali | Collegi uninominali                                                    |
| --------------------- | --------------------- | ---------------------------------------------------------------------- |
|                       | Liguria - 01          | - 01 - Sanremo - 02 - Savona - 03 - Genova - Sestri                    |
|                       | Liguria - 02          | - 04 - Genova - San Fruttuoso - 05 - Genova - Rapallo - 06 - La Spezia |

#### Dal 2020
In seguito alla riforma costituzionale del 2020 in tema di riduzione del nomero dei parlamentari, alla circoscrizione sono attribuiti 10 seggi: 4 sono assegnati mediante sistema maggioritario, in altrettanti collegi uninominali; 6 mediante sistema proporzionale, all'interno di un unico collegio plurinominale.
| Collegio plurinominale | Collegio plurinominale | Collegi uninominali                                                                                            |
| ---------------------- | ---------------------- | --- |
|                        | Liguria - 01           | - 01 - Savona - 02 - Genova - Municipio VI - Ponente - 03 - Genova - Municipio I - Centro Est - 04 - La Spezia |

### XVIII legislatura

#### Risultati elettorali
|                            | Lega                                        | 171 377   | 19,91 | 3  | 320 683 | 37,26 | 4 |  |  |
|                            | Forza Italia                                | 108 902   | 12,65 | 1  | 320 683 | 37,26 | 4 |  |  |
|                            | Fratelli d'Italia                           | 32 644    | 3,79  | –  | 320 683 | 37,26 | 4 |  |  |
|                            | Noi con l'Italia – UDC                      | 7 760     | 0,90  | –  | 320 683 | 37,26 | 4 |  |  |
|                            | Movimento 5 Stelle                          | 259 284   | 30,13 | 3  | 259 284 | 30,13 | 2 |  |  |
|                            | Partito Democratico                         | 170 047   | 19,76 | 2  | 207 081 | 24,06 | – |  |  |
|                            | +Europa                                     | 28 913    | 3,36  | –  | 207 081 | 24,06 | – |  |  |
|                            | Italia Europa Insieme                       | 5 208     | 0,61  | –  | 207 081 | 24,06 | – |  |  |
|                            | Civica Popolare                             | 2 913     | 0,34  | –  | 207 081 | 24,06 | – |  |  |
|                            | Liberi e Uguali                             | 38 085    | 4,43  | 1  | 38 085  | 4,43  | – |  |  |
|                            | Potere al Popolo!                           | 11 869    | 1,38  | –  | 11 869  | 1,38  | – |  |  |
|                            | CasaPound                                   | 8 268     | 0,96  | –  | 8 268   | 0,96  | – |  |  |
|                            | Partito Comunista                           | 5 124     | 0,60  | –  | 5 124   | 0,60  | – |  |  |
|                            | Il Popolo della Famiglia                    | 4 333     | 0,50  | –  | 4 333   | 0,50  | – |  |  |
|                            | Partito Valore Umano                        | 1 982     | 0,23  | –  | 1 982   | 0,23  | – |  |  |
|                            | 10 Volte Meglio                             | 1 843     | 0,21  | –  | 1 843   | 0,21  | – |  |  |
|                            | Per una Sinistra Rivoluzionaria (SCR - PCL) | 1 434     | 0,17  | –  | 1 434   | 0,17  | – |  |  |
|                            | Partito Repubblicano Italiano – ALA         | 680       | 0,08  | –  | 680     | 0,08  | – |  |  |
| Totale                     | Totale                                      | 860 666   | 100   | 10 | 860 666 | 100   | 6 |  |  |
|                            |                                             |           |       |    |         |       |   |  |  |
| Schede bianche             | Schede bianche                              | 7 942     | 0,90  |    |         |       |   |  |  |
| Schede nulle               | Schede nulle                                | 16 452    | 1,86  |    |         |       |   |  |  |
| Votanti                    | Votanti                                     | 885 060   | 71,55 |    |         |       |   |  |  |
| Elettori                   | Elettori                                    | 1 236 921 |       |    |         |       |   |  |  |
|                            |                                             |           |       |    |         |       |   |  |  |
| Fonte: Camera dei deputati |                                             |           |       |    |         |       |   |  |  |

#### Eletti

##### Eletti nei collegi uninominali
Eletti nella coalizione di centro-destra (Lega - FI - FdI - NcI-UDC)
     Eletti nel Movimento 5 Stelle
| Collegio uninominale      | Eletto | Eletto            | Partito |
| ------------------------- | ------ | ----------------- | ------- |
| 1. Sanremo                |        | Giorgio Mulé      | FI      |
| 2. Savona                 |        | Sara Foscolo      | Lega    |
| 3. Genova - Sestri        |        | Roberto Traversi  | M5S     |
| 4. Genova - San Fruttuoso |        | Marco Rizzone     | M5S     |
| 5. Genova - Rapallo       |        | Roberto Bagnasco  | FI      |
| 6. La Spezia              |        | Manuela Gagliardi | FI      |

1. ↑  In data 21.09.2020 aderisce al gruppo misto, non iscritti; in data 13.01.2021 alla componente «Centro Democratico»; in data 27.05.2021 a Coraggio Italia; in data 23.06.2022 torna nel gruppo misto, non iscritti; in data 07.07.2022 aderisce alla componente «Coraggio Italia».
2. ↑  In data 09.09.2019 aderisce al gruppo misto, non iscritti; in data 11.09.2019 alla componente «Cambiamo! - 10 Volte Meglio»; in data 17.12.2019 torna nei non iscritti; in data 18.12.2019 aderisce alla componente «Noi con l'Italia-USEI-Cambiamo!-Alleanza di Centro»; in data 16.02.2021 alla componente «Cambiamo! - Popolo Protagonista»; in data 27.05.2021 a Coraggio Italia; in data 23.06.2022 torna nel gruppo misto, non iscritti; in data 28.06.2022 aderisce alla componente «Vinciamo Italia-Italia al Centro con Toti».

##### Eletti nei collegi plurinominali
| Collegio plurinominale | M5S                            | Lega                             | Partito Democratico | Forza Italia         | Liberi e Uguali  |
| ---------------------- | ------------------------------ | -------------------------------- | ------------------- | -------------------- | ---------------- |
| Collegio plurinominale |                                |                                  |                     |                      |                  |
| Liguria - 01           | - Sergio Battelli - Leda Volpi | - Flavio Di Muro                 | - Franco Vazio      | –                    | –                |
| Liguria - 02           | - Simone Valente               | - Edoardo Rixi - Lorenzo Viviani | - Raffaella Paita   | - Roberto Cassinelli | - Luca Pastorino |

1. 1 2  In data 21.06.2022 aderisce al gruppo Insieme per il Futuro.
2. ↑  In data 19.02.2021 aderisce al gruppo misto, non iscritti; in data 19.05.2021 alla componente «Alternativa».
3. ↑  In data 19.09.2020 aderisce al gruppo Italia Viva - Italia C'è.

### XIX legislatura

#### Risultati elettorali
|                               | Fratelli d'Italia                                       | 176 907   | 24,11 | 2 | 308 759 | 42,08 | 3 |  |  |
|                               | Lega per Salvini Premier                                | 68 086    | 9,28  | 1 | 308 759 | 42,08 | 3 |  |  |
|                               | Forza Italia                                            | 48 121    | 6,56  | – | 308 759 | 42,08 | 3 |  |  |
|                               | Noi Moderati                                            | 15 645    | 2,13  | – | 308 759 | 42,08 | 3 |  |  |
|                               | Partito Democratico - Italia Democratica e Progressista | 166 347   | 22,67 | 2 | 226 644 | 30,89 | 1 |  |  |
|                               | Alleanza Verdi e Sinistra                               | 31 850    | 4,34  | – | 226 644 | 30,89 | 1 |  |  |
|                               | +Europa                                                 | 24 745    | 3,37  | – | 226 644 | 30,89 | 1 |  |  |
|                               | Impegno Civico – Centro Democratico                     | 3 702     | 0,50  | – | 226 644 | 30,89 | 1 |  |  |
|                               | Movimento 5 Stelle                                      | 93 413    | 12,73 | 1 | 93 413  | 12,73 | – |  |  |
|                               | Azione - Italia Viva                                    | 54 030    | 7,36  | – | 54 030  | 7,36  | – |  |  |
|                               | Italexit                                                | 19 103    | 2,60  | – | 19 103  | 2,60  | – |  |  |
|                               | Unione Popolare                                         | 12 807    | 1,75  | – | 12 807  | 1,75  | – |  |  |
|                               | Italia Sovrana e Popolare                               | 12 049    | 1,64  | – | 12 049  | 1,64  | – |  |  |
|                               | Vita                                                    | 6 192     | 0,84  | – | 6 192   | 0,84  | – |  |  |
|                               | Noi di Centro – Europeisti                              | 784       | 0,11  | – | 784     | 0,11  | – |  |  |
| Totale                        | Totale                                                  | 733 781   | 100   | 6 | 733 781 | 100   | 4 |  |  |
|                               |                                                         |           |       |   |         |       |   |  |  |
| Schede bianche                | Schede bianche                                          | 9 972     | 1,30  |   |         |       |   |  |  |
| Schede nulle                  | Schede nulle                                            | 23 465    | 3,06  |   |         |       |   |  |  |
| Votanti                       | Votanti                                                 | 767 218   | 64,19 |   |         |       |   |  |  |
| Elettori                      | Elettori                                                | 1 195 266 |       |   |         |       |   |  |  |
|                               |                                                         |           |       |   |         |       |   |  |  |
| Data: 25 settembre 2022       |                                                         |           |       |   |         |       |   |  |  |
| Fonte: Ministero dell'interno |                                                         |           |       |   |         |       |   |  |  |

#### Eletti

##### Eletti nei collegi uninominali
Eletti nella coalizione di centro-sinistra (PD-IDP - AVS - +E - IC-CD)
     Eletti nella coalizione di coalizione di centro-destra (FdI - LSP - FI - NM)
| Collegio uninominale                   | Eletto | Eletto           | Partito |
| -------------------------------------- | ------ | ---------------- | ------- |
| 01 - Savona                            |        | Edoardo Rixi     | LSP     |
| 02 - Genova - Municipio VI - Ponente   |        | Ilaria Cavo      | C!      |
| 03 - Genova - Municipio I - Centro Est |        | Luca Pastorino   | èViva   |
| 04 - La Spezia                         |        | Roberto Bagnasco | FI      |

1. ↑  Dal 2023 Partito Democratico

##### Eletti nei collegi plurinominali
| Collegio plurinominale | Fratelli d'Italia                    | Partito Democratico-IDP           | Lega per Salvini Premier | Movimento 5 Stelle |
| ---------------------- | ------------------------------------ | --------------------------------- | ------------------------ | ------------------ |
| Collegio plurinominale |                                      |                                   |                          |                    |
| Liguria - 01           | - Maria Grazia Frijia - Matteo Rosso | - Valentina Ghio - Andrea Orlando | - Francesco Bruzzone     | - Roberto Traversi |

1. ↑  Dimissionario in data 07.01.2025. Lo stesso giorno gli subentra Alberto Pandolfo.